# Glaciar Beardmore
El glaciar Beardmore (del inglés: Beardmore Glacier) es un glaciar de la Antártida, uno de los mayores glaciares del mundo, con una longitud que supera los 160 km y una anchura que llega a los 40 km en algunas zonas. El glaciar es uno de los principales pasos entre la barrera de hielo de Ross y la meseta Antártica. El glaciar Beardmore atraviesa las cadena de montañas Transantárticas, separando la cordillera Reina Alexandra, al oeste, de la cordillera Commonwealth, al este, y debido a su curso, fue empleado como paso en las primeras rutas hacia el polo sur.

## Historia
El glaciar fue descubierto por Ernest Shackleton durante su expedición Nimrod a la Antártida en 1908. Aunque Shackleton tuvo que volver antes de alcanzar el polo sur, descubrió esta primera ruta hacia él y, de este modo, se convirtió en el primer ser humano en pisar la meseta antártica. En 1911-12 la expedición del capitán Scott alcanzó el polo sur atravesando el glaciar Beardmore, empleando la misma ruta de Shackleton. Sin embargo, los hombres de Scott llegaron al Polo un mes después de que lo lograra Roald Amundsen y su equipo empleando otra ruta totalmente nueva, a través del glaciar Axel Heiberg.
El nombre del glaciar honra a William Beardmore, un industrial escocés que patrocinó la expedición de Shackleton.
- Datos: Q791644
- Multimedia: Beardmore Glacier / Q791644